# Edison Baird
Edison A. Baird ist ein ehemaliger Politiker aus Anguilla.

## Leben
Edison Baird kandidierte bei der Wahl vom 27. Februar 1989 für die Anguilla Democratic Party (ADP) von Victor Banks im Wahlkreis District 5: Road North erstmals für ein Mandat im Parlament (House of Assembly). Er unterlag dabei jedoch mit 202 Stimmen (42,44 Prozent) dem amtierenden Chief Minister von Anguilla Emile Gumbs von der Anguilla National Alliance (ANA), der 274 Stimmen (57,56 Prozent) gewann. Bei der darauf folgenden Wahl am 16. März 1994 wurde er für die ADP im Wahlkreis District 5: Road North zum Mitglied des House of Assembly. Er erhielt 294 (50,78 Prozent) und lag damit vor David Carty von der ANA, der für den nicht mehr kandidierenden Emile Gumbs antrat und 257 Stimmen (44,39 Prozent) erhielt, sowie Restormel Franklin von der Anguilla United Party AUP, auf den lediglich 28 Stimmen (4,84 Prozent) entfielen.
Bei der Wahl am 4. März 1999 wurde Baird für die ADP im Wahlkreis District 5: Road North wiedergewählt und konnte sich dabei mit 381 Wählerstimmen (53,06 Prozent) gegen seinen einzigen Gegenkandidaten David Carty von der ANA durchsetzen, der dieses Mal 337 Stimmen (46,94 Prozent) erhielt. Nachdem er die ADP verlassen hatte, kandidierte er bei den vorgezogenen Neuwahlen am 3. März 2000 als Parteiloser in seinem Wahlkreis District 5: Road North, den er mit 364 Stimmen (50,35 Prozent) knapp vor der ebenfalls parteilosen Gegenkandidatin Rhonda Richardson gewann, die mit 359 Wählerstimmen (49,65 Prozent) nur fünf Stimmen hinter ihm lag. Am 21. Februar 2005 fanden die nächsten regulären Parlamentswahlen statt. Die drei wichtigsten Parteien, die die Wahlen 2005 bestritten, waren nunmehr die Anguilla United Front (AUF) unter der Leitung von Chief Minister Osbourne Fleming, die Anguilla United Movement (AUM), die vom ehemaligen Chief Minister Hubert Hughes geführt wurde, und der von Edison Baird angeführten Anguilla National Strategic Alliance (ANSA). Flemings Regierung, eine Koalition der Anguilla National Alliance und der Anguilla Democratic Party, hatte zuvor vier Sitze in der Versammlung inne, während die ANSA zwei und das AUM einen Abgeordneten stellten. Bei den Wahlen traten 25 Kandidaten für die sieben Sitze an. Die Themen im Wahlkampf reichten von wirtschaftlicher Diversifizierung bis hin zu schlechter Regierungsführung. Die regierende AUF wurde bestätigt und gewann vier der sieben bei den Wahlen. Chief Minister Fleming führte seine Partei zum Sieg über die AUM unter Hubert Hughes, der ANSA unter der Leitung von Edison Baird und der Anguilla Progressive Party (APP) unter der Leitung von Brent Davis. Die drei Oppositionsparteien gewannen jeweils einen Sitz. Alle sechs Abgeordneten, die für eine Wiederwahl antraten, behielten ihre Sitze bei den Wahlen. Baird kandidierte wieder im Wahlkreis District 5: Road North gegen nunmehr drei Gegenkandidaten. Er setzte sich mit 338 Wählerstimmen (44,01 Stimmen) gegen die nunmehr für die AUF kandidierende Rhonda Richardson (261 Stimmen, 33,98 Prozent), Haydn Hughes von der AUM (147 Stimmen, 19,14 Prozent) sowie Anne J. Edwards von der APP (22 Wählerstimmen, 2,86 Prozent) durch.
Edison Baird kandidierte bei den Wahlen am 15. Februar 2010 für die von Hubert Hughes geführte oppositionelle Anguilla United Movement (AUM). Aus der Wahl ging die AUM von Hubert Hughes als Siegerin hervor und erhielt vier Sitze der sieben Sitze. Die bislang regierende AUF von Victor Banks erhielt zwei Mandate, während die APP von Brent Davis einen Sitz bekam. Baird selbst wurde in seinem Wahlkreis District 5: Road North mit deutlicher absoluter Mehrheit mit 488 Stimmen (64,13 Prozent) vor Rey Delsic von der AUF (236 Wählerstimmen, 31,01 Prozent) sowie Fabian Arrindel Lewis von der APP (37 Stimmen, 4,86 Prozent) wiedergewählt. Nach der Wahl übernahm Baird im Kabinett von Chief Minister Hubert Hughes die Posten als stellvertretender Chefminister (Deputy Chief Minister) sowie als Minister für soziale Entwicklung, Gesundheit, Sport und Bildung. Im Juni 2013 bat Chief Minister Hughes den Gouverneur von Anguilla Alistair Harrison die Ernennung als Minister zurückzunehmen, woraufhin Baird aus dem Kabinett ausschied.
Nach 21-jähriger Parlamentszugehörigkeit verzichtete Edison Baird auf eine erneute Kandidatur bei den Wahlen am 22. April 2015. Er schied daraufhin aus dem House of Assembly aus und zog sich aus dem politischen Leben zurück.